# Blåvingar
För andra betydelser, se Blåvingar (olika betydelser).
Blåvingar (Polyommatini) är en tribus av juvelvingar inom ordningen fjärilar. De blir 18-42 mm i vingspann. 
Vingarnas ovansida är som namnet antyder vanligen blåfärgade, men detta gäller i huvudsak hanarna; honorna är mer bruna. Äggen är gropiga och läggs vanligen på olika ärtväxter. Som andra juvelvingar producerar även blåvingarnas larver sockerhaltiga ämnen som får myror att vårda dem.

## Släkten
Släkten inom detta tribus:
| - Actizera - Acytolepis - Afarsia - Agriades - Alpherakya - Aricia - Azanus - Bothrinia - Brephidium - Cacyreus - Caerulea - Caleta - Callenya - Callictita - Castalius - Catochrysops - Catopyrops - Cebrella - Celastrina - Celatoxia - Chilades - Cupido - Cupidopsis - Cyaniris - Cyclargus - Danis - Discolampa - Echinargus - Eicochrysops - Eldoradina - Elkalyce - Epimastidia - Erysichton - Euchrysops - Eumedonia - Euphilotes - Famegana - Freyeria - Glabroculus - Glaucopsyche - Grumiana - Harpendyreus - Hemiargus - Icaricia - Iolana - Ionolyce - Itylos - Jameela - Jamides - Kretania - Lampides - Lepidochrysops - Leptotes - Lestranicus - Luthrodes - Lycaenopsis - Lysandra - Madeleinea - Maurus - Megisba - Micropsyche - Monodontides - Nabokovia - Nacaduba - Neolucia - Neolysandra - Neopithecops | - Notarthrinus - Nothodanis - Oboronia - Orachrysops - Oraidium - Oreolyce - Orthomiella - Otnjukovia - Palaeophilotes - Pamiria - Paraduba - Paralycaeides - Parelodina - Patricius - Perpheres - Petrelaea - Phengaris - Philotes - Philotiella - Phlyaria - Pistoria - Pithecops - Plautella - Plebejidea - Plebejus - Plebulina - Polyommatus - Praephilotes - Prosotas - Pseudochrysops - Pseudolucia - Pseudonacaduba - Pseudophilotes - Pseudozizeeria - Psychonotis - Ptox - Rhinelephas - Rimisia - Rueckbeilia - Rysops - Sahulana - Sancterila - Scolitantides - Shijimia - Sidima - Sinia - Sinocupido - Subsolanoides - Talicada - Tartesa - Tarucus - Thaumaina - Theclinesthes - Thermoniphas - Tongeia - Turanana - Tuxentius - Udara - Una - Upolampes - Uranobothria - Uranothauma - Zintha - Zizeeria - Zizina - Zizula |